# Ostrzykówek
Ostrzykówek – wieś w Polsce położona w województwie mazowieckim, w powiecie płockim, w gminie Staroźreby.
Od 1 stycznia 1973 do 31 grudnia 1974 w gminie Bulkowo. 1 stycznia 1975 sołectwo Ostrzykówek włączono do gminy Staroźreby.
W latach 1975–1998 miejscowość administracyjnie należała do województwa płockiego.